# علم بيئة التربة
علم بيئة التربة هو علم دراسة التفاعلات بين بيولوجيا التربة وبين الجوانب الحيوية وغير الحيوية لبيئة التربة وعلم مهتم بشكل خاص بدورة كيمياء جغرافية حيوية وتكوين واستقرار بنية المسام، وانتشار وحيوية مسببات الأمراض، والتنوع البيولوجي لهذا المجتمع البيولوجي الغني.

## نظرة عامة
تتكون التربة من العديد من الكيانات الفيزيائية والكيميائية والبيولوجية، ومع حدوث العديد من التفاعلات فيما بينها تكون التربة عبارة عن مزيج متغير من المعادن المكسورة والمتآكلة والمواد العضوية المتحللة جنباً إلى جنب مع الكميات المناسبة من الهواء والماء توفر التربة جزئياً الغذاء للنباتات كدعم الميكانيكي.
يفوق التنوع والوفرة الحياة في التربة تنوع ووفرة أي نظام بيئي آخر، ويخضع تكون النباتات وقدرتها التنافسية ونموها إلى حد كبير للبيئة الموجودة تحت الأرض لذا فإن فهم هذا النظام يعد عنصراً أساسياً بعلوم النبات والبيئة الأرضية.

## سمات النظام البيئي
الرطوبة هي عامل مقيد مهم في النظم البيئية الأرضية وخاصة في التربة. تواجه كائنات التربة باستمرار مشكلة الجفاف. تشهد مجتمعات الميكروبات في التربة تحولات في التنوع والتكوين أثناء دورات الجفاف وإعادة الترطيب. تؤثر رطوبة التربة على دورة الكربون كظاهرة.

## أحياء التربة
أحياء التربة كائنات ضرورية لتكون التربة، وتحلل القمامة، ودورة المغذيات، والتنظيم الحيوي وتعزيز نمو النباتات، ومع ذلك تظل كائنات التربة غير ممثلة بشكلٍ كافٍ في الدراسات حول عمليات التربة وفي تمارين النمذجة الحالية، وهذا نتيجة لافتراض أن الكثير من التنوع تحت الأرض زائد عن الحاجة بيئياً، وأن شبكات الغذاء في التربة تُظهِر درجة أعلى من النهم ومع ذلك تتراكم الأدلة على التأثير القوي للمرشحات غير الحيوية كدرجة الحرارة والرطوبة ودرجة حموضة التربة فضلاً عن خصائص موطن التربة في التحكم في أنماطها المكانية والزمانية.
التربة أنظمة معقدة، وتكمن تعقيداتها في طبيعتها غير المتجانسة: أنها مزيجٌ من الهواء والماء والمعادن والمركبات العضوية والكائنات الحية، ويرتبط التباين المكاني سواء الأفقي أو الرأسي لجميع هذه المكونات بعوامل تكوين التربة التي تتراوح من المقاييس الدقيقة إلى المقاييس الكلية. وبالتالي فإن التوزيع الأفقي غير المنتظم لخصائص التربة (درجة حرارة التربة، والرطوبة، ودرجة الحموضة، وتوافر النفايات/المغذيات، وما إلى ذلك) يدفع أيضاً إلى عدم انتظام كائنات التربة عبر المناظر الطبيعية، وكان أحد الحجج الرئيسية لتفسير التنوع الكبير الملحوظ في مجتمعات التربة. هو أن التربة تُظهِر أيضاً طبقات رأسية لمكوناتها الأولية على طول ملف التربة نتيجة للمناخ المحلي، وملمس التربة، وكمية الموارد وجودتها التي تختلف بين آفاق التربة، وعليه فإن مجتمعات التربة تتغير أيضاً في الوفرة والبنية قياسا مع عمق التربة.

### الأحياء الكبيرة

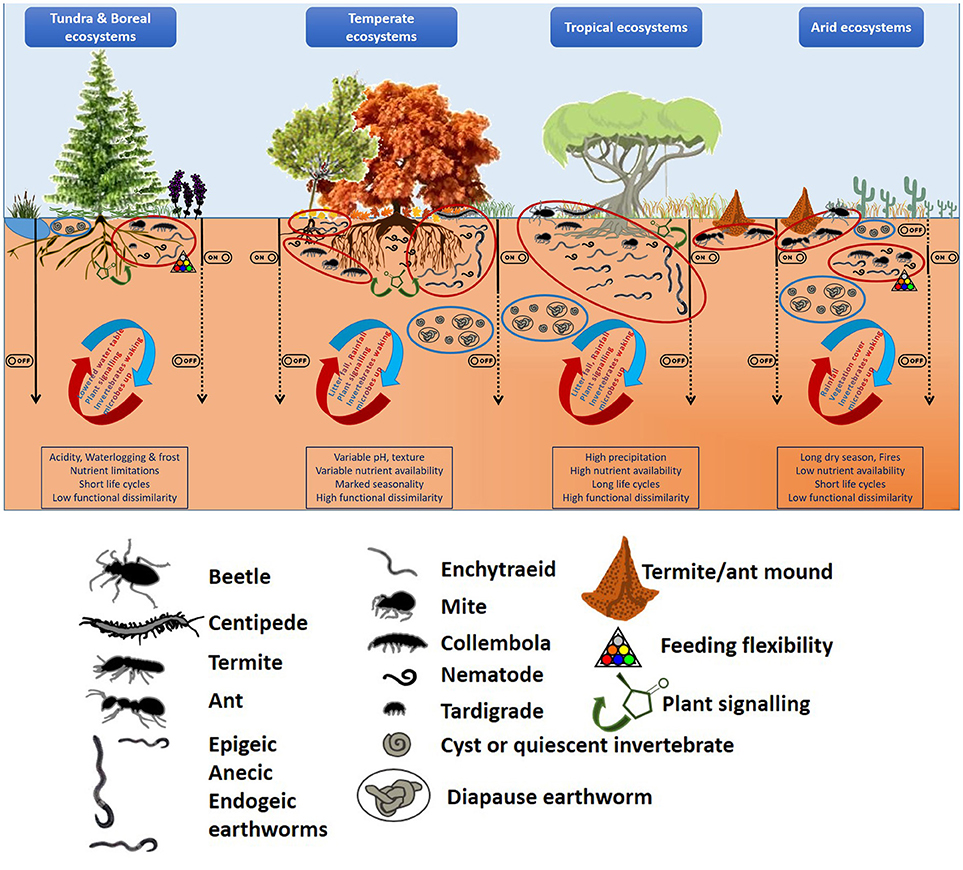
الكائنات الحية الدقيقة في التربة، والتدرجات المناخية وتباين التربة
تؤثر العوامل التاريخية، مثل المناخ والمواد الأم للتربة، على المناظر الطبيعية فوق وتحت الأرض، ولكن الظروف غير الحيوية الإقليمية/المحلية تقيد الأنشطة البيولوجية.
وتعمل هذه العوامل على مقاييس مكانية وزمنية مختلفة ويمكنها تشغيل وإيقاف كائنات حية مختلفة في مواقع دقيقة مختلفة مما يؤدي إلى لحظة ساخنة في نقطة ساخنة معينة.
ونتيجة لذلك، يمكن أن تحدث سلاسل غذائية صعودًا وهبوطًا على شبكة الغذاء.
تظهر اللافقاريات في التربة.
تشير القطع الناقص إلى البقع الساخنة (باللون الأحمر) أو الباردة (باللون الأزرق)، مع إعطاء الأسهم المنحنية بعض الأمثلة على العوامل التي يمكن أن تعمل على تشغيل/إيقاف لحظة ساخنة والأسهم السوداء المستقيمة (الخط الأسود المستمر = تشغيل، المنقط = إيقاف) توضح الآثار المترتبة على عمليات التربة على طول ملف التربة.
في المربعات، يتم سرد خصائص النظام البيئي الرئيسية.

نظراً لأن كل هذه العوامل المحفزة لتغيرات التنوع البيولوجي تعمل أيضاً فوق سطح الأرض فإنه من المتوقع أن يكون هناك بعض التوافق بين الآليات التي تنظم الأنماط المكانية وبنية المجتمعات فوق وتحت الأرض، واسناداً لذلك كشفت دراسة ميدانية محدودة النطاق أن العلاقات بين تجانس وتغاير وثراء الأنواع قد تكون خاصية عامة للمجتمعات البيئية. ، وعلى النقيض من ذلك أشار الفحص الجزيئي لـ 17.516 تسلسلًا لجين 18S rRNA  البيئي تمثل 20 شعبة من أحياء التربة تغطي مجموعة من المناطق الأحيائية وخطوط العرض حول العالم، وخلافاً ذلك كان الاستنتاج الرئيسي من هذه الدراسة هو أن التنوع الأحيائي تحت الأرض قد يكون مرتبطاً عكسياً بالتنوع البيولوجي فوق الأرض.
يتناقض الافتقار إلى التدرجات العرضية المميزة في التنوع البيولوجي للتربة مع تلك الأنماط العالمية الواضحة التي لوحظت للنباتات فوق سطح الأرض وقد أدى ذلك إلى افتراض وجود عوامل فعلية مختلفة تتحكم فيها، وعلى سبيل المثال في عام 2007 وجد لوزوبون ونايت أن الملوحة كانت العامل البيئي الرئيسي الذي يحدد تكوين التنوع البكتيري في جميع أنحاء العالم، وليس درجات الحرارة القصوى أو درجة الحموضة أو العوامل الفيزيائية والكيميائية الأخرى، في دراسة عالمية أخرى في عام 2014 خلُص تيديرسو وآخرون إلى أن ثراء الفطريات لا علاقة له سببياً بتنوع النباتات ويمكن تفسيره بشكل أفضل بالعوامل المناخية تليها الأنماط البيئية والمكانية
وإن الأنماط العالمية لتوزيع الكائنات الحية المجهرية موثقة بشكل أقل بكثير ومع ذلك يبدو أن الأدلة القليلة المتاحة تشير إلى أن كائنات التربة متعددة الخلايا تستجيب بشكل موسع للتدرجات الارتفاعية أو العرضية أو المساحة بنفس الطريقة الموصوفة للكائنات الحية فوق الأرض، وعلى النقيض من ذلك وفق المقاييس المحلية يوفر التنوع العالي للموائل الدقيقة الموجودة عادة في التربة التقسيم المطلوب لإنشاء "نقاط ساخنة" للتنوع في غرامٍ واحدٍ فقط من التربة.

### الأحياء الدقيقة (الميكروبات)
تظهر التطورات الحديثة من دراسة الاستجابات على مستوى الكائنات الحية الفرعية باستخدام الحمض النووي البيئي الـ دي إن أي أنها تتقدم بسرعة مع العديد من مناهج علم الجينوم، مثل علم الجينوم الميتاجينومي، وعلم الجينوم الميتاترانسكريبتومي، وعلم البروتينات، وعلم الجينوم البروتيني على الأقل بالنسبة لعالم الميكروبات.، وقد تم اقتراح علم الجينوم الميتافينومي مؤخراً كطريقة أفضل لاحتواء علم الجينوم والقيود البيئية.

## البحث
تشمل اهتمامات البحث العديد من جوانب علم بيئة التربة وعلم الأحياء الدقيقة، ويهتم الباحثون بشكل أساسي بفهم التفاعل بين الكائنات الحية الدقيقة والحيوانات والنباتات، والعمليات البيوكيميائية التي تقوم بها، والبيئة المادية التي تتم فيها أنشطتها، وتطبيق هذه المعرفة لمعالجة المشاكل البيئية. تتضمن مشاريع البحث النموذجية فحص الكيمياء الحيوية والبيئة الميكروبية لتربة حقول الصرف الصحي المستخدمة لمعالجة مياه الصرف الصحي المنزلية، ودور ديدان الأرض الأنكيكية في التحكم في حركة المياه ودورة النيتروجين في التربة الزراعية، وتقييم جودة التربة في إنتاج العشب.